# Gli incensurati
Gli incensurati è un film del 1961 diretto da Francesco Giaculli.

## Trama
Un padre di famiglia si arrangia come può per esaudire i capricci della moglie e della figlia. Il fidanzato di quest'ultima, un tassista, carica due rapinatori che moriranno lasciando un ingente bottino in casa del futuro suocero. Questi lo consegna alla polizia.